# Peio Ruiz Cabestany
Peio Ruiz Cabestany (nascut el 13 de març del 1962 a Sant Sebastià) fou un corredor ciclista basc, professional entre els anys 1984 i 1994, durant els quals va aconseguir 23 victòries. Nascut al País Basc de pares catalans. Tot i que els pares van mantenir el català entre ells, amb els fills parlaven en espanyol. Posteriorment, en Peio aprengué el basc i el català i els parla amb fluïdesa.
Abans de passar al ciclisme en ruta, Cabestany fou campió d'Espanya en diverses proves en pista; en concret fou campió de persecució el 1980 i el 1982, de persecució per equips de 1980 a 1983, de puntuació el 1983 i de contrarellotge per equips també el 1983.
Entre els seus triomfs més destacats, es troben les victòries d'etapa en la Vuelta a España i el Tour de França.
En la Vuelta, la seva millor posició fou la quarta plaça obtinguda el 1985 i el 1990. A més, fou 6è el 1986 i el 1991.
En el Tour, la seva millor posició va ser un 12è lloc, el 1991.

## Després del ciclisme
Ruiz Cabestany ha destacat per ser un ciclista poc comú. Per començar, la seva arribada al ciclisme va ser atípica, perquè l'esport que practicava durant la seva joventut era l'esquí de fons, esport que va deixar pel ciclisme a una edat força tardana. Ha seguit lligat a aquest esport competint en proves d'esquí de fons i especialment en proves de triatló blanc.
Persona amb nombroses inquietuds culturals i una gran capacitat de comunicació. Durant la seva època com a ciclista destacà com a articulista de premsa, generalment amb articles relacionats amb el seu esport. És autor del llibre: Historias de un ciclista (1997) en el qual recull la seva trajectòria professional i les seves vivències en el món de la bicicleta.
Ha treballat a televisió, essent comentarista de ciclisme en el canal de televisió d'esports Eurosport. També ha participat en un altre gènere de programes de televisió, relacionats generalment amb l'aventura, la muntanya o els viatges i participant en diversos reality shows.
- En los Pirineos: Sèrie documental sobre muntanya i esport d'Euskal Telebista.
- Mucho viaje: programa de viatges.
- La Selva de los FamoS.O.S. (2004): reality de supervivència.
- Desafío bajo cero (2006): reality de patinatge artístic.

Té unes vinyes familiars a la comarca de la Conca de Barberà

## Palmarès
- 1982
  -  Campió d'Espanya de Persecució
  - 1r a la Pujada a Gorla
  - Vencedor d'una etapa de la Volta a Segòvia
- 1983
  -  Campió d'Espanya de Puntuació
  - 1r a la Volta al Bidasoa
- 1984
  - 1r al Critèrium de Zumàrraga
  - Vencedor d'una etapa de la Volta a la Comunitat Valenciana i 1r de la regularitat
  - Vencedor de la classificació de la muntanya de la Volta a La Rioja
- 1985
  - 1r a la Volta al País Basc
  - 1r al Critèrium de Terrassa
  - Vencedor d'una etapa de la Volta a Espanya
  - Vencedor d'una etapa de la Volta a Colòmbia
- 1986
  - 1r a la Vuelta a Tres Cantos
  - Vencedor d'una etapa del Tour de França
  - Vencedor d'una etapa del Midi Libre
  - Vencedor d'una etapa de la Volta a Catalunya
- 1987
  - 1r a la Volta a Múrcia, vencedor de 2 etapes i 1r de la classificació de la regularitat
  - 1r al Trofeu Luis Puig
  - 1r al Gran Premi de Llodio
  - 1r al Critèrium de Fuenlabrada
  - Vencedor d'una etapa del Trofeu Castella i Lleó
- 1988
  - Vencedor d'una etapa del Tour del Mediterrani
- 1989
  - 1r a la Volta a la Comunitat Valenciana i vencedor d'una etapa
  - Vencedor de la classificació de la muntanya de la Volta a Galícia
- 1990
  - Vencedor de 2 etapes de la Volta a Espanya
  - Vencedor de la classificació de la regularitat de la Volta al País Basc
- 1991
  - 1r al Critèrium Ciudad de Murcia
- 1993
  - 1r al Critèrium de l'Hospitalet
  - Vencedor d'una etapa de la Bicicleta Basca

### Resultats al Tour de França
- 1985. 54è de la classificació general
- 1986. 36è de la classificació general. Vencedor d'una etapa
- 1987. Abandona (16a etapa)
- 1990. 12è de la classificació general
- 1991. 33è de la classificació general
- 1992. 72è de la classificació general

### Resultats a la Volta a Espanya
- 1984. 15è de la classificació general
- 1985. 4t de la classificació general. Vencedor d'una etapa
- 1986. 6è de la classificació general
- 1987. Abandona
- 1988. 23è de la classificació general
- 1989. 18è de la classificació general
- 1990. 4t de la classificació general. Vencedor de 2 etapes  Porta el mallot groc durant 1 etapa
- 1991. 6è de la classificació general
- 1992. 13è de la classificació general  Porta el mallot groc durant 5 etapes
- 1994. 30è de la classificació general

### Resultats al Giro d'Itàlia
- 1993. Abandona